# Тих бял Дунав
„Тих бял Дунав“ е българска патриотична песен и военен марш на Георги Безлов, базирани на стихотворение на Иван Вазов в чест на Ботевата чета и драматичното ѝ преминаване през река Дунав с парахода „Радецки“ през 1876 година.
Песента използва като текст първите шест куплета от по-дългото стихотворение на Иван Вазов „Радецки“. То е написано от Вазов около 20 май 1876 година под непосредственото впечатление от новината за преминаването на Ботевата чета в България. Публикувано е в неговата първа стихосбирка „Пряпорец и гусла“ и започва с неточен епиграф от френския поет Понс Дьони Екушар Льобрюн: Тoi, Libertè, que je chante et que j'adore,/ Dirige mon navire sur cette onde... („Ти, Свобода, която възпявам и обожавам,/ насочвай моя кораб по тази вълна“).
След Освобождението началната част на стихотворението е адаптирана в песен по мелодията на популярната руска „Казашка люлчина песен“, написана от Михаил Лермонтов през 1838 година на основата на фолклора на терекски казаци. Първоначално песента се изпълнява с различни варианти на мелодията и на използваните куплети. През 1909 година тя е аранжирана от българския учител в Солун Иван Караджов, заради което е преследван от османските власти.
През 1921 година песента е преработена в инструментален марш за духов оркестър, който става известен като „Ботев марш“ и до наши дни е често изпълняван от българските военни оркестри. Маршът е написан от ръководителя на военния оркестър във Враца Георги Безлов, който получава нареждане да състави марш по „Тих бял Дунав“, който да се изпълни по време на Ботевите празници, и успява да го направи за три дни.

## Текст
Целият текст на песента е поместен в Уикиизточник.
Тих бял Дунав се вълнува,
весело шуми
и „Радецки“ гордо плува
по златни вълни.
Но кога се там съзирва
Козлодуйски бряг,
в парахода рог изсвирва,
развя се байряк.
Млади български юнаци
явяват се там,
на чела им левски знаци,
в очите им плам.
Гордо Ботев там застана
младият им вожд –
па си дума капитану,
с гол в ръката нож:
Аз съм български войвода,
момци ми са тез;
ний летиме за свобода,
кръв да леем днес.
Ний летиме на България
помощ да дадем
и от тежка тирания
да я отървем.